# 水色 (遊佐未森のアルバム)
『水色』（みずいろ）は遊佐未森の7枚目のオリジナルアルバム。1994年3月21日にエピックソニー から発売された。
アイリッシュミュージックバンドのナイトノイズ (Nightnoise) との共作で、遊佐のアルバムでは初となるミニアルバムという扱いになっている。

## 概要
エピックソニーの音楽プロデューサー福岡智彦と遊佐の共同プロデュース。ジャケット写真は北島明が撮影。歌詞カードは冊子状に綴じられておらず、1枚の細長い紙を折り畳んだものとなっており、片面に歌詞が印刷され、もう片面は遊佐の写真集となっている。
レコーディングは、アメリカ合衆国オレゴン州ポートランドで行われた。
前作『momoism』までのファンタジー的世界観を構築した音づくりとは一変し、生楽器を多用したシンプルで流れるようなアコースティックサウンドとなっている。ミニアルバムという小品ながら、ナイトノイズとの共演は遊佐にとってひとつの転機となり、初期から中期への転換期となる作品となった。次作『アルヒハレノヒ』以降は、初期の作風から大きく変化を遂げてゆくことになる。
1994年3月7日に『緑の絵』が先行シングルとして発売された。カップリング曲「夢でいいから」も本アルバムに収録。
「Island of Hope and Tears」はナイトノイズの曲のカバー。本アルバムでは遊佐による日本語詞が付けられ、別離の悲しみを歌った甘いラブソング風の歌詞となっている。
ナイトノイズのオリジナル曲では歌詞の内容はまったく異なる。19世紀半ばにアイルランドを襲った「ジャガイモ飢饉」と呼ばれる大飢饉で、古い時代のために正確な統計は行われていないが、当時の人口約900万人のうち100万人が餓死し、200万人がアメリカやカナダ、イギリス、オーストラリアなどへと移り住んだと推計されている。オリジナル曲ではその移民について歌われている。
ナイトノイズとは1997年発表のアルバム『roka』でも共作している。ただし『roka』はあまりアイリッシュミュージックの色は出しておらず、またシンセサイザーを多用した音づくりとなっており、本作とは印象がかなり異なる。
なお、ナイトノイズのメンバー、ジョニー・カニンガムは2003年12月15日に、ミヒャエル・オ・ドーネルは2006年7月7日に、ブライアン・ダニングは2022年２月10日に、それぞれ死去している。

## 収録曲
1. 合歓の木陰で（作詞：工藤順子　作曲：遊佐未森）[1]
2. 大きな靴（作詞：遊佐未森　作曲：遊佐未森）[1]
3. 水色（作詞：遊佐未森　作曲：遊佐未森）[1]
4. 緑の絵（作詞：工藤順子　作曲：高野寛）[1]
5. 夢でいいから（作詞：工藤順子　作曲：遊佐未森）[1]
シングル『緑の絵』のカップリング曲。
6. Island of Hope and Tears（作詞・作曲：トゥリオーナ・ニ・ドーネル、日本語詞：遊佐未森）[1]
ナイトノイズのカバー曲。

- 編曲 (全曲)：ナイトノイズ・遊佐未森[1]。

## 参加ミュージシャン
- ナイトノイズ
  - トゥリオーナ・ニ・ドーネル（英語: Tríona Ní Dhomhnaill）-ピアノ、バッキングボーカル
  - ミヒャエル・オ・ドーネル（英語: Mícheál Ó Domhnaill）-ギター、バッキングボーカル
  - ブライアン・ダニング（英語: Brian Dunning）-フルート、ペニー・ホイッスル、イリアン・パイプス
  - ジョニー・カニンガム（英語: Johnny Cunningham）-バイオリン
- ジャミ・シーバー（英語: Jami Sieber）-チェロ
- ボブ・スターク（英語: Bob Stark）-コンピュータープログラミング

外国人名のカタカナ表記については、ナイトノイズがバックバンドとして参加した遊佐未森のコンサートツアー「水色」のパンフレットに従って表記した。